# محوطه قلا
محوطه قلا مربوط به دوره عیلامیان - دوره هخامنشی است و در شهرستان پلدختر، بخش مرکزی، دهستان جایدر، ۳ کیلومتری غرب روستای چم گردله واقع شده و این اثر در تاریخ ۲۸ اسفند ۱۳۸۵ با شمارهٔ ثبت ۱۸۴۴۷ به‌عنوان یکی از آثار ملی ایران به ثبت رسیده‌است.